# Николаевка (Высокопольская поселковая община)
Николаевка (укр. Миколаївка) — село в Высокопольской общине Бериславского района Херсонской области Украины.
Почтовый индекс — 74020. Телефонный код — 5535. Код КОАТУУ — 6521881002.

## Население
Население по переписи 2001 года составляло 456 человек.

### Языковой состав
Родной язык населения по данным переписи 2001 года:
| Язык       | Численность, чел. | Доля     |
| ---------- | ----------------- | -------- |
| Украинский | 411               | 90,13 %  |
| Русский    | 42                | 9,21 %   |
| Другое     | 3                 | 0,66 %   |
| Итого      | 456               | 100,00 % |

## Местный совет
74020, Херсонская обл., Бериславский р-н, с. Ивановка, ул. Победы, 47в.